# Phaedrolosaurus ilikensis
Phaedrolosaurus ilikensis es la única especie conocida del género dudoso extinto Phaedrolosaurus (gr. “pequeño lagarto brillante”) de dinosaurio terópodo tetanuro, que vivió a mediadoss del período Cretácico hace aproximadamente entre 122 a 113 millones de años durante el Aptiense, en lo que es hoy Asia. 
Encontrado en la Formación Lianmugin de Wuerho, Xinjiang, China. Los primeros restos conocidos de Phaedrolosaurus fueron descubiertos en China durante una expedición del Instituto de Paleontología y Paleoantropología de Vertebrados en 1964.  El diente, IVPP V 4024-1, fue descrito y nombrado en 1973 por Dong Zhiming. como un nuevo género y especie. La especie tipo es Phaedrolosaurus ilikensis. El nombre genérico se deriva del griego φαιδρός, phaidros, "eufórico", refiriéndose a la agilidad del animal. El nombre específico se refiere a la Formación Ilike. Dong dijo que el diente de treinta y un milímetros de largo era como los de Deinonychus, aunque más grueso, más corto y más sólido. Consideró al nuevo género como un posible dromeosáurido y llamó a la especia tipo Phaedrolosaurus ilikensis.
Posteriormente Dong refirió al género una pata derecha parcial articulada. Debido a que este material presenta autopomofías características, no hay razón para conectarlo a un diente no diagnóstico, Rauhut y Xu le dieron a este material el nombre de, Xinjiangovenator parvus, además recomendaron  colocar a Phaedrolosaurus en la lista de los dinosaurios dudosos. Debido a que Dong no había designado un holotipo entre los varios especímenes en 1973 asignados a Phaedrolosaurus, en 1977 Hans-Dieter Sues había convertido el diente en lectotipo.